# Gavanal, Hukeri
Gavanal là một làng thuộc tehsil Hukeri, huyện Belgaum, bang Karnataka, Ấn Độ.